# Polska Liga Futbolu Amerykańskiego 2012
Polska Liga Futbolu Amerykańskiego w sezonie 2012 – siódma edycja rozgrywek ligowych futbolu amerykańskiego w Polsce, składająca się z czterech klas rozgrywkowych oraz rozgrywek juniorskich (PLFAJ). Jej triumfator otrzymał tytuł Mistrza Polski. Organizatorem i zarządcą rozgrywek PLFA był Polski Związek Futbolu Amerykańskiego. Inauguracja rozgrywek odbyła się 24 marca, spotkaniem ekstraklasy Warsaw Eagles – Kozły Poznań (I liga rozpoczęła się 14 kwietnia, spotkaniem Gliwice Lions – Kraków Knights; II liga zainaugurował 5 maja, spotkaniem Angels Toruń – Olsztyn Lakers). Istnieje także liga PLFA8 dla drużyn rozwijających się oraz rezerw w odmianie ośmioosobowej. W rozgrywkach wzięły udział 42 drużyny (38 w rozgrywkach seniorskich, 4 w rozgrywkach juniorskich).
Finał ekstraklasy 15 lipca na Stadionie Narodowy w Warszawie (I liga – 4 sierpnia, II liga – 6 października, PLFA8 – 7 października, PLFAJ – 2 września).

## Topliga

### Zespoły
|  | Drużyna            | Miasto   | Założony | Stadion                                 | MP         |
|  | Devils Wrocław     | Wrocław  | 2005     | Stadion Olimpijski we Wrocławiu         | 2010       |
|  | Kozły Poznań       | Poznań   | 2005     | płyta boczna Stadion Miejski w Poznaniu |            |
|  | Kraków Tigers      | Kraków   | 2006     | Stadion Juvenii Kraków                  |            |
|  | AZS Silesia Rebels | Katowice | 2006     | Stadion Śląski/Rozwój Katowice          | 2009       |
|  | Seahawks Gdynia    | Gdynia   | 2005     | Narodowy Stadion Rugby                  | 2012       |
|  | Warsaw Eagles      | Warszawa | 1999     | OSiR Bemowo                             | 2006, 2008 |

### Terminarz
Inauguracja 24 marca, finał 15 lipca na Stadionie Narodowym w Warszawie. W rundzie zasadniczej rozgrywa się systemem kołowym (każdy z każdym), mecz i rewanż. Każda z drużyn rozegrała więc 10 spotkań. Runda play-off rozgrywana jest według systemu 1-4 i 2-3, jeden mecz, zespół klasyfikowany wyżej przystępuje do pojedynku jako gospodarz, tzn. mecz rozgrywa się na jego stadionie.
|            | Data             | Gospodarz            | Gość                | Wynik   |
| I          | 24 marca 2012    | Warsaw Eagles        | Kozły Poznań        | 27:0    |
| I          | 25 marca 2012    | Silesia Rebels       | Tigers Kraków       | 40:5    |
| I          | 25 marca 2012    | Devils Wrocław       | Seahawks Gdynia     | 27:34   |
| II         | 31 marca 2012    | Seahawks Gdynia      | Warsaw Eagles       | 22:52   |
| II         | 31 marca 2012    | Devils Wrocław       | Silesia Rebels      | 59:0    |
| II         | 1 kwietnia 2012  | Tigers Kraków        | Kozły Poznań        | 26:14   |
| III        | 14 kwietnia 2012 | Kozły Poznań         | Devils Wrocław      | 0:34    |
| III        | 14 kwietnia 2012 | Warsaw Eagles        | Tigers Kraków       | 68:12   |
| III        | 15 kwietnia 2012 | Silesia Rebels       | Seahawks Gdynia     | 0:49    |
| IV         | 21 kwietnia 2012 | Seahawks Gdynia      | Kozły Poznań        | 48:6    |
| IV         | 21 kwietnia 2012 | Tigers Kraków        | Devils Wrocław      | 0:73    |
| IV         | 22 kwietnia 2012 | Silesia Rebels       | Warsaw Eagles       | 26:66   |
| ...        |                  |                      |                     |         |
| X          | 16 czerwca 2012  | Kozły Poznań         | Seahawks Gdynia     | 0:41    |
| X          | 17 czerwca 2012  | Warsaw Eagles        | Silesia Rebels      | 38:0    |
| X          | 17 czerwca 2012  | Devils Wrocław       | Tigers Kraków       | 20:0 wo |
| Półfinał   | 30 czerwca 2012  | (1.) Seahawks Gdynia | (4.) Silesia Rebels | 52:7    |
| Półfinał   | 1 lipca 2012     | (2.) Warsaw Eagles   | (3.) Devils Wrocław | 37:20   |
| SuperFinał | 15 lipca 2012    | Seahawks Gdynia      | Warsaw Eagles       | 52:37   |

### Tabela
po sezonie zasadniczym
| #  | Drużyna            | Ls | Zw | Por | Pa | Pzd | Pst | +/-  | Pkt | %Zw   |
| 1. | Seahawks Gdynia    | 10 | 9  | 1   | 8W | 444 | 184 | 260  | 18  | 0.900 |
| 2. | Warsaw Eagles      | 10 | 8  | 2   | 4W | 445 | 163 | 282  | 16  | 0.800 |
| 3. | Devils Wrocław     | 10 | 7  | 3   | 1W | 369 | 163 | 206  | 14  | 0.700 |
| 4. | AZS Silesia Rebels | 10 | 3  | 7   | 1P | 183 | 373 | -190 | 6   | 0.300 |
| 5. | Kozły Poznań       | 10 | 2  | 8   | 4P | 101 | 266 | -165 | 4   | 0.200 |
| 6. | Kraków Tigers      | 10 | 1  | 9   | 8P | 84  | 477 | -393 | 0   | 0.100 |

## I liga

### Zespoły
- Grupa Północna: Husaria Szczecin • Mustangs Płock • Lowlanders Białystok • Warsaw Spartans
- Grupa Południowa: Bielawa Owls • Gliwice Lions • Kraków Knights • Zagłębie Steelers

### Terminarz
Inauguracja 14 kwietnia, finał 4 sierpnia.

### Tabela

#### grupa północna
| #  | Drużyna              | Ls | Zw | Por | Pa | Pzd | Pst | +/- | Pkt | %Zw   |
| 1. | Warsaw Spartans      | 6  | 4  | 2   | 1P | 99  | 81  | 18  | 8   | 0.667 |
| 2. | Lowlanders Białystok | 6  | 4  | 2   | 1W | 114 | 69  | 45  | 8   | 0.667 |
| 3. | Mustangs Płock       | 6  | 2  | 4   | 1P | 95  | 146 | -51 | 4   | 0.333 |
| 4. | Husaria Szczecin     | 6  | 2  | 4   | 1W | 95  | 107 | -12 | 4   | 0.333 |

#### grupa południowa
| #  | Drużyna           | Ls | Zw | Por | Pa | Pzd | Pst | +/-  | Pkt | %Zw   |
| 1. | Gliwice Lions     | 6  | 5  | 1   | 4W | 121 | 63  | 58   | 10  | 0.833 |
| 2. | Zagłębie Steelers | 6  | 4  | 2   | 1P | 152 | 72  | 80   | 8   | 0.667 |
| 3. | Bielawa Owls      | 6  | 3  | 3   | 1W | 110 | 88  | 22   | 6   | 0.500 |
| 4. | Kraków Knights    | 6  | 0  | 6   | 6P | 28  | 188 | -160 | 0   | 0.000 |

## II liga

### Zespoły
- Grupa Północna: Angels Toruń • Cougars Szczecin • Królewscy Warszawa • Olsztyn Lakers • Sabercats Sopot • Warsaw Werewolves
- Grupa Południowa: Diabły Wrocław • Ravens Rzeszów • Rybnik Thunders • Saints Częstochowa • Silvers Olkusz • Tychy Falcons • Tytani Lublin

### Terminarz
Inauguracja 5 maja, finał 6 października.

### Tabela

#### grupa północna
| #  | Drużyna            | Ls | Zw | Por | Pa | Pzd | Pst | +/-  | Pkt | %Zw   |
| 1. | Królewscy Warszawa | 6  | 6  | 0   | 6W | 191 | 27  | 164  | 12  | 1.000 |
| 2. | Cougars Szczecin   | 6  | 5  | 1   | 4W | 199 | 29  | 170  | 10  | 0.833 |
| 3. | Sabercats Sopot    | 6  | 4  | 2   | 1W | 178 | 105 | 73   | 8   | 0.667 |
| 4. | Angels Toruń       | 6  | 2  | 4   | 1W | 74  | 127 | -53  | 4   | 0.333 |
| 5. | Warsaw Werewolves  | 6  | 1  | 5   | 2P | 26  | 179 | -153 | 2   | 0.167 |
| 6. | Olsztyn Lakers     | 6  | 0  | 6   | 6P | 20  | 221 | -201 | 0   | 0.000 |

#### grupa południowa
| #  | Drużyna            | Ls | Zw | Por | Pa | Pzd | Pst | +/-  | Pkt | %Zw   |
| 1. | Tytani Lublin      | 6  | 6  | 0   | 6W | 191 | 53  | 138  | 12  | 1.000 |
| 2. | Tychy Falcons      | 6  | 4  | 2   | 2W | 203 | 80  | 123  | 8   | 0.667 |
| 3. | Saints Częstochowa | 6  | 4  | 2   | 1P | 169 | 84  | 85   | 8   | 0.667 |
| 4. | Diabły Wrocław     | 6  | 4  | 2   | 4W | 167 | 80  | 87   | 8   | 0.667 |
| 5. | Rybnik Thunders    | 6  | 2  | 4   | 4P | 84  | 180 | -96  | 4   | 0.333 |
| 6. | Ravens Rzeszów     | 6  | 1  | 5   | 1P | 82  | 182 | -100 | 2   | 0.167 |
| 7. | Silvers Olkusz     | 6  | 0  | 6   | 6P | 25  | 262 | -237 | 0   | 0.000 |

## PLFA 8
Najniższa klasa rozgrywkowa dla drużyn rozwijających się oraz rezerw w futbol ośmioosobowy. Mecze odbywają się trybem turniejowym.

### Zespoły
- Grupa Północna: Bydgoszcz Archers • Griffons Słupsk • Seahawks Gdynia „B”
- Grupa Centralna: Wilki Pabianice • Kozły Poznań „B" • Warsaw BEagles • Warsaw Spartans „B”
- Grupa Południowa: Broncos Sucha Beskidzka • Pretorians Skoczów • AZS Silesia Re"B"els • Giants Wrocław „B”.

### Terminarz
Pierwsze turnieje zaplanowane są na 18 sierpnia, finałowy turniej 7 października.
Do finałowego turnieju zakwalifikowały się: Warsaw BEagles, Warsaw Spartans B, Seahawks Gdynia B, Silesia Rebels B.

## PLFA J
W dniach 1-2 września w Bielawie odbył się Pierwszy Turniej Juniorski PLFA z udziałem: Warsaw Eagles (w składzie których wystąpili zawodnicy Angels Toruń), Bielawa Owls, Tychy Falcons i Silesia Rebels. Turniej przeznaczony dla roczników 1995-1998 (limit maksymalnie dwóch siedemnastolatków na boisku), rozgrywany w futbolu ośmioosobowym.

### Terminarz

#### Półfinały
- Warsaw Eagles – AZS Silesia Rebels 20:8
- Bielawa Owls – Tychy Falcons 26:20

#### Mecz o 3. miejsce
Silesia Rebels – Tychy Falcons 18:20

#### Finał
Warsaw Eagles – Bielawa Owls 8:6

### Klasyfikacja
1. Warsaw Eagles
2. Bielawa Owls
3. Tychy Falcons
4. AZS Silesia Rebels